# 圣埃莱娜 (莫尔比昂省)
圣埃莱娜（法語：Sainte-Hélène，法語發音：[sɛ̃t elɛn] ⓘ）是法国莫尔比昂省的一个市镇，属于洛里昂区。

## 地理
圣埃莱娜（47°43'12"N, 3°12'17"W）面积8.08 平方千米，位于法国布列塔尼大區莫尔比昂省，该省份为法国西北部沿海省份，位于布列塔尼半岛南部，北起阿摩尔滨海省、西接菲尼斯泰尔省，南濒大西洋，东南接大西洋卢瓦尔省，东临伊勒-维莱讷省。
与圣埃莱娜接壤的市镇（或旧市镇、城区）包括：诺斯唐、洛科阿勒-芒东、贝尔兹、梅尔勒沃内、普卢伊内克。

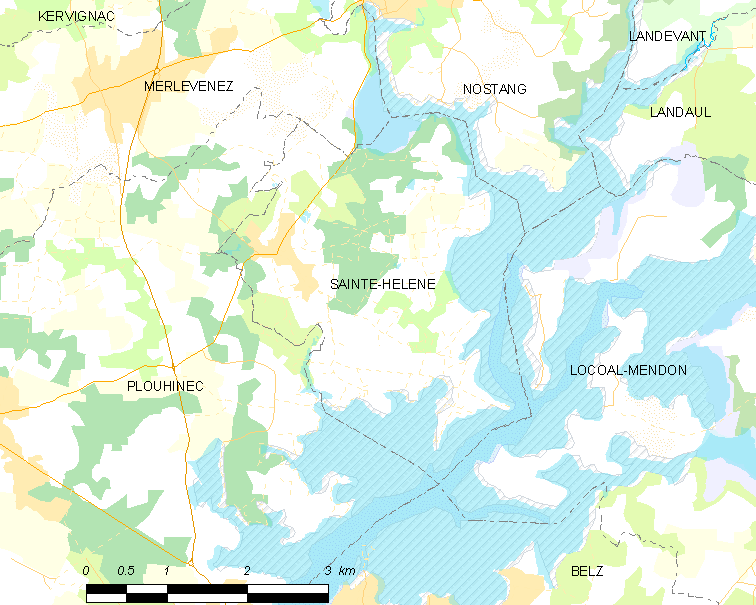
的OSM定位图

圣埃莱娜的时区为UTC+01:00、UTC+02:00（夏令时）。

## 行政
圣埃莱娜的邮政编码为56700，INSEE市镇编码为56220。

## 政治
圣埃莱娜所属的省级选区为普吕维涅县。

## 人口

1962-2008年间人口变化图示

圣埃莱娜于2022年1月1日时的人口数量为1298人。